# Domenico Scinà

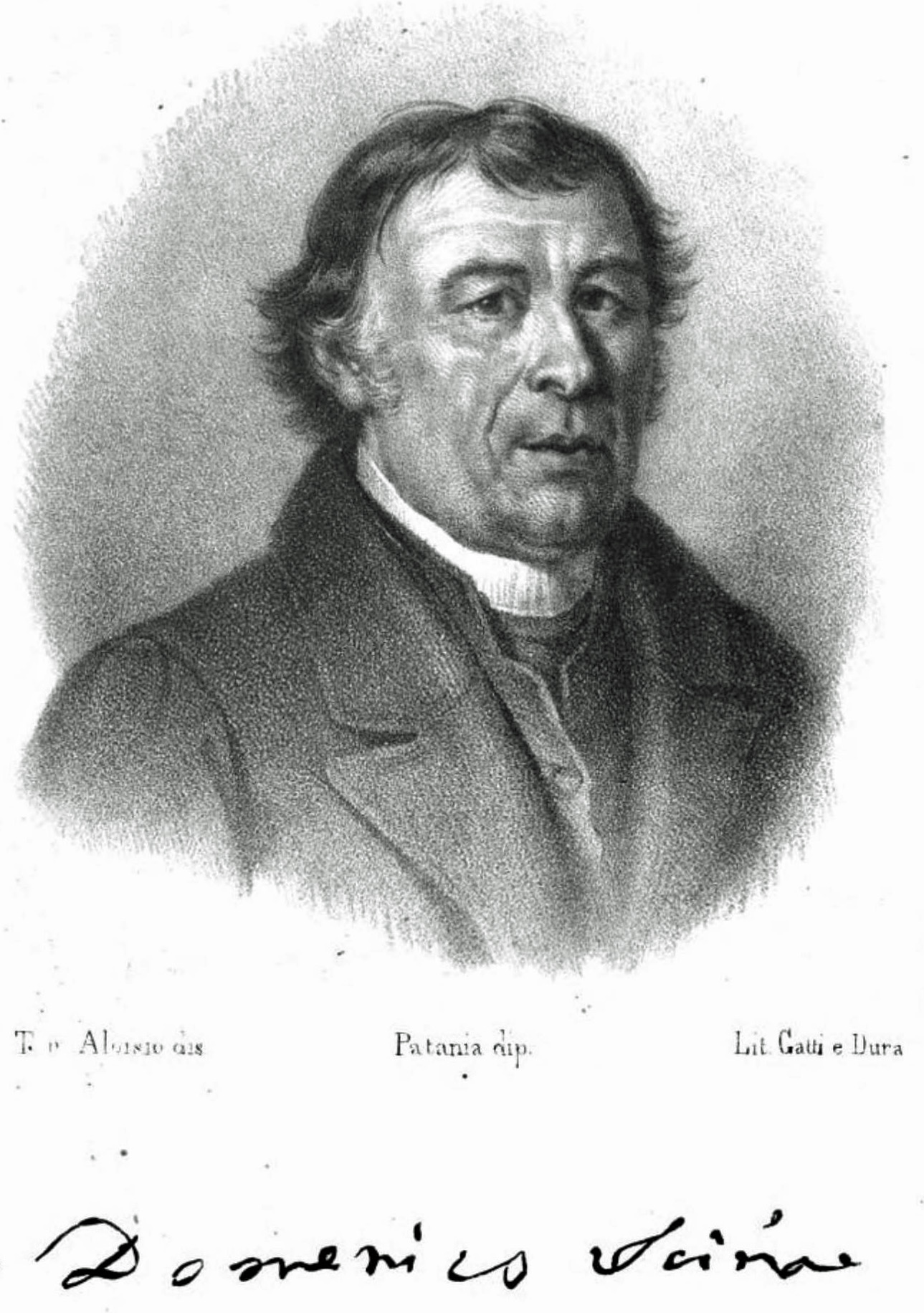
Domenico Scinà

Domenico Scinà (Palermo, 31 gennaio 1764 – Palermo, 13 luglio 1837) è stato un fisico e storico italiano, cittadino del Regno di Sicilia.

## Biografia
Nato nella capitale siciliana da famiglia benestante, studiò approfonditamente storia, scienze naturali e greco, ottenendo pure il titolo ecclesiastico di abate.
Fu il primo insegnante di fisica sperimentale all'Accademia degli Studi di Palermo della quale divenne in seguito anche presidente. Nei primi anni del XIX secolo venne nominato regio storiografo dal re Ferdinando III di Sicilia, nonché membro perpetuo della Commissione di pubblica istruzione ed educazione del Regno di Sicilia, anche partecipando alla stesura della Costituzione siciliana del 1812.
Docente all'Università di Palermo, si occupò per tutta la sua vita di storia ed in particolare della storia della Sicilia, della quale venne riconosciuto dai suoi contemporanei come uno dei più grandi conoscitori.
Morì dopo aver contratto il colera che, nell'estate 1837, si era diffuso nella città e nella provincia di Palermo, mietendo numerose vittime, interrompendo così la stesura del suo saggio sul Primo periodo della letteratura greco-sicula che, pur incompleto, venne pubblicato nel medesimo anno.

## Opere
- Introduzione alla fisica sperimentale, Reale stamperia, Palermo, 1803 e Giovanni Silvestri, Milano, 1817 (ristampa: Sellerio Editore, Palermo, 1990).
- Elogio di Maurolico, Reale stamperia, Palermo, 1808.
- Memorie sulla vita e filosofia d'Empedocle Gergentino, Reale stamperia, Palermo, 1813 (II edizione: Giovanni Silvestri, Milano, 1838. Edizione: La Vita Felice, Milano, Collana La Coda di Paglia;74, 2023, ISBN 978-88-9346-637-0).
- La topografia di Palermo e de' suoi contorni, Reale stamperia, Palermo, 1818.
- Elementi di fisica, 4 voll., Reale stamperia, Palermo, 1803-29 (II edizione: Società tipografica de' classici italiani, Milano, 1833).
- Discorso intorno ad Archimede, Reale stamperia, Palermo, 1823.
- Prospetto della storia letteraria di Sicilia nel secolo decimottavo, Reale stamperia, Palermo, 1827.
- Effeméridi siciliane, Reale stamperia, Palermo, 1832.
- Primo periodo della letteratura greco-sicula, Reale stamperia, Palermo, 1837.
- Traduzione de: Frammenti della Gastronomia (Hadypatheia) di Archestrato di Gela.
- Sulla teorica del moltiplicatore applicato alle correnti termo-elettriche, L'Osservatore, Fasc. IV, 1843.
- L'Arabica impostura